# Anodonta
Anodonta is een geslacht van tweekleppigen uit de familie Unionidae.

## Soorten
- Anodonta anatina (Linnaeus, 1758) – Vijvermossel
- Anodonta cataracta Say, 1817
- Anodonta cygnea (Linnaeus, 1758) – Zwanenmossel
- Anodonta grandis Say, 1829
- Anodonta implicata Say, 1829
- Anodonta piscinalis Nilsson, 1823